# Антипатриди
Антипатридите (Antipatridi) са древномакедонска царска династия, чиито представители са потомци на македонския военачалник Антипатър – пълководец на Филип II и Александър Македонски.
Династията е основана през 302 г. пр. Хр. от Касандър – син на Антипатър, който се обявява за цар. Отстранена е от властта през 294 г. пр. Хр. от династията на Антигонидите.

## Династия на Антипатридите
- Антипатър, регент през 323 – 319 г. пр. Хр.
- Касандър (306 – 297 г. пр. Хр.)
- Филип IV (297 – 296 г. пр. Хр.)
- Антипатър I (296 – 294 г. пр. Хр.)
- Александър V (296 – 294 г. пр. Хр.)
- Антипатър II Етесий (279 г. пр. Хр.)

## Родословно дърво
```
                                        
Антипатър
 ♂
                        _____________________|____________________
                       | |
                  
Касандър
 ♂ ∞ Тесалоника ♀ 
Филип
 ♂
         ______________|__________________ |
        | | | |
  
Филип IV
 ♂ 
Антипатър I
 ♂ 
Александър V
 ♂ 
Антипатър II Етесий
 ♂
```